# Toro (Kolumbia)
Toro – miasto w Kolumbii, w departamencie Valle del Cauca.